# Yacuchupe
El yacuchupe es una variedad de sopa o gacha que se elabora en los diversos centros poblados de la sierra central peruana.

## Etimología
Su nombre proviene de las voces quechuas yaku: agua y chupi: potaje parecido a la sopa europea. En algunos poblados lo llaman kashki o qallpu.

## Descripción
Es una sopa cuyos ingredientes básicos son patata, queso fresco, huevos y pedazos de charqui soasados y chancados. Tradicionalmente se sirve en mates, agregándoles los últimos ingredientes aromáticos: rocoto, muña, hierbabuena, culantro y paico. No necesariamente se usan todos lo condimentos, depende de la temporada y de la región.
Es costumbre consumirla como desayuno o almuerzo.
Charles Wienner cita que le sirvieron esta sopa en Pallasca. Los que iban a trabajar, en una marcha de 10 a 15 días, a Cerro de Pasco los primeros años del siglo XX, se alegraron al aspirar los aromas del yacuchupe.

## Variantes

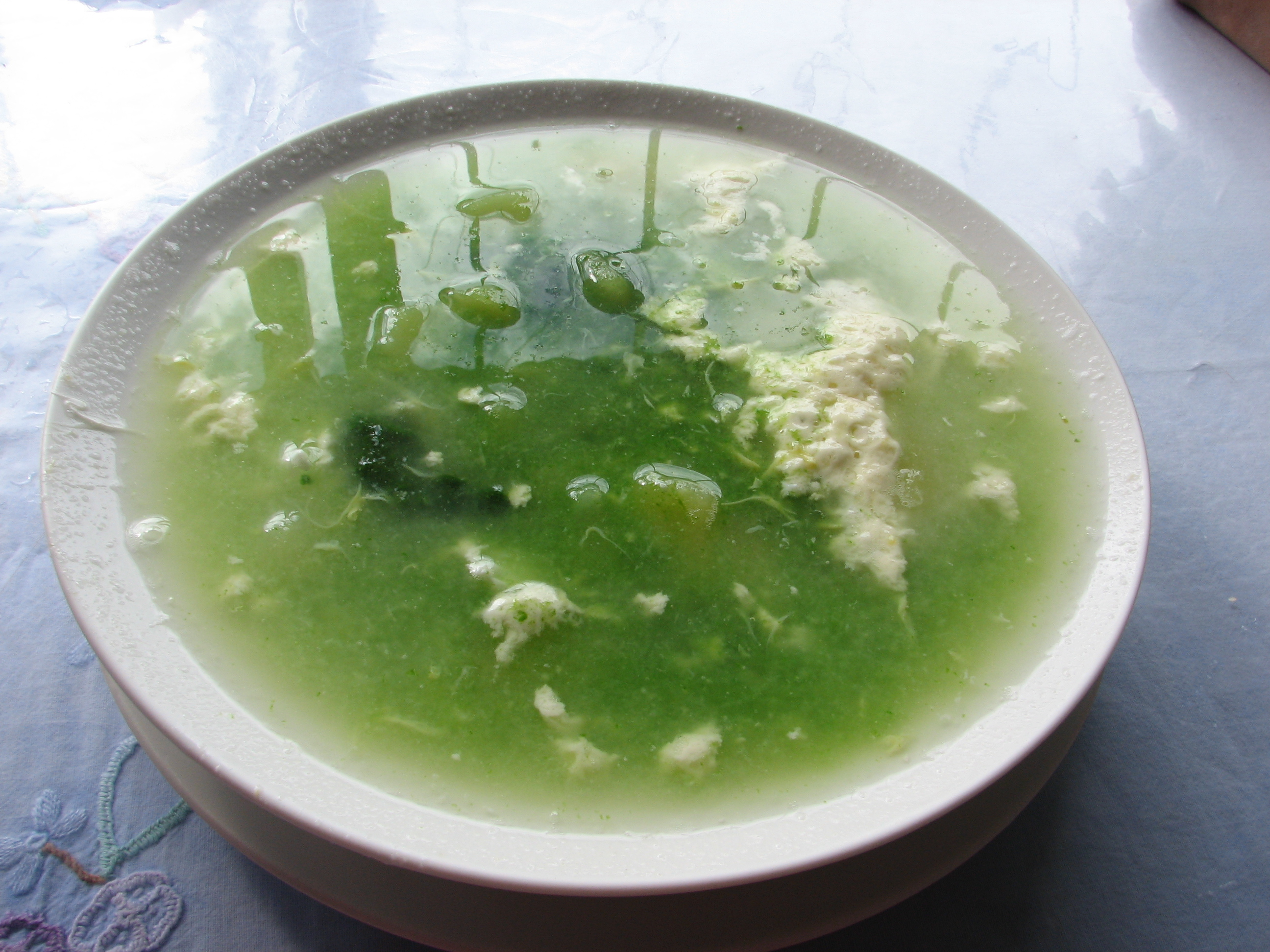
Chupe verde

- Chupe verde o caldo verde, cuando lleva paico molido, típico de la gastronomía de Cajamarca.[3]
- Chupe con habas, con la escolta del haba verde.